# Paul Garfunkel
Paul Garfunkel (Fontainebleau,  9 de maio de 1900 - Curitiba, 11 de maio de 1981) foi um engenheiro e pintor francês, radicado no Brasil.

## Biografia
Engenheiro formado pela École Polytechnique de Paris, chegou ao Brasil em 1927 para assumir o cargo de diretor em uma empresa industrial na cidade de São Paulo e logo em seguida transferiu residência para o Paraná. Morando em Curitiba, passou a dedicar-se exclusivamente para a pintura a partir na década de 1950. 
Percorreu vários estados brasileiros para retratar, em suas telas, o cotidiano colorido das cidades em que visitou e assim editou dois álbuns: Images du Brésil (1958) e Nouvelles Images du Brésil (1962). Também participou de vários Salões de Arte no Brasil e expôs seus trabalhos em Paris e na Antuérpia.
Seu ateliê era localizado no centro de Curitiba e ali desenvolveu seus principais trabalhos: Praça Tiradentes, Polacos de Mallet, Festa de Polacos em Mallet, Mercado de Paranaguá e Largo da Ordem, entre outros.